# Джони Галеки
Джон Марк „Джони“ Галеки (на английски: John Mark 'Johnny' Galecki) (роден на 30 април 1975 г.) е американски актьор. Родителите му са от италиански, полски и ирландски произход. Майка му Мари е консултант по ипотеките, а баща му е пилот, базиран в Белгия. Освен това работи и като учител. Галеки има по-малки брат и сестра.
Дебютира като актьор на 12 години. Известен е най-вече с ролите си на Дейвид Хийли в „Розан“ и Ленард Хофстефър в „Теория за Големия взрив“.